# Dick Tiger
Richard Ihetu, meglio noto con lo pseudonimo Dick Tiger (Amaigbo, 14 agosto 1929 – Aba, 15 dicembre 1971), è stato un pugile nigeriano di etnia Igbo, considerato uno dei più grandi pugili africani di ogni epoca.
Fu campione del mondo dei pesi medi dal 1962 al 1963 e dal 1965 al 1966, e campione del mondo dei mediomassimi dal 1966 al 1968.
Venne nominato Fighter of the year (pugile dell'anno) dalla rivista statunitense Ring Magazine nel 1962 e nel 1965. L'incontro in cui batté ai punti Frank DePaula fu invece eletto fight of the year del 1968.

## Carriera

### Gli inizi
Nativo del villaggio di Amaigbo, oggi nello Stato di Imo, in Nigeria, all'epoca colonia inglese. Debuttò come professionista nel 1952 in patria, dove combatté 17 match, di cui 14 vinti. Al termine del 1955 emigrò a Liverpool, e combatté esclusivamente nelle arene inglesi e gallesi fino al 1959 dove proseguì in modo inizialmente incerto. Perse ai punti i primi quattro match ma, nel 1957, batté il futuro campione del mondo Terry Downes.
Dopo le prime quattro sconfitte in terra britannica, combatté altre 24 volte, vincendo 20 match. Il 27 marzo 1958, conquistò il titolo di campione del Commonwealth dei pesi medi.

### Negli Stati Uniti
Nel 1959 Tiger si trasferì negli Stati Uniti, dove sarebbe rimasto e avrebbe combattuto per tutto il resto della carriera, con l'esclusione di un paio di match disputati in Canada, in cui era in palio il titolo di campione dei medi del Commonwealth (1960), di uno in Germania (1966) e di due match disputati in Nigeria (1963, valido per il titolo mondiale dei pesi medi e 1967).
Il 6 settembre 1959, a Chicago, incontrò per la prima volta il suo grande avversario Joey Giardello e lo sconfisse ai punti in un match al limite delle dieci riprese. Cinque settimane più tardi, a Cleveland, Giardello si prese la rivincita battendo Tiger ai punti, sempre in dieci riprese.
Nel 1962, batté per KOT al 6º round al Madison Square Garden il fortissimo cubano Florentino Fernandez, che dovette abbandonare l'incontro a causa di una brutta frattura al naso e conquistò il diritto di sfidare il campione mondiale WBA Gene Fullmer. Con Fullmer, Tiger instaurò una rivalità che fece incontrare i due pugili per quattro volte nel giro di due anni.

### Campione del mondo dei pesi medi
La sfida mondiale avvenne il 23 ottobre 1962 a San Francisco. Dick Tiger conquistò il titolo WBA, battendo ai punti in 15 riprese il campione mormone per decisione unanime. Nel 1996, l'autorevole rivista Ring Magazine ha incluso questo match al 47º posto nella lista dei 100 più grandi combattimenti di tutti i tempi. Per la grande impressione destata dalle vittorie contro Fernandez e Fullmer, la stessa rivista nominò Dick Tiger miglior pugile dell'anno 1962.
Nel 1963, a Las Vegas, il nigeriano concesse la rivincita allo stesso Fullmer e, pareggiando, mantenne la cintura mondiale. Accettò anche di mettere nuovamente in palio il titolo con lo stesso avversario, ad Ibadan (Nigeria) davanti a 35.000 suoi tifosi, costringendolo ad abbandonare al settimo round. Questo match ottenne il riconoscimento anche dalla WBC, permettendo a Tiger di diventare campione del mondo indiscusso della categoria.
Il 7 dicembre 1963, ad Atlantic City, Tiger dovette cedere ai pugni dell'italoamericano Joey Giardello, che gli strappò il titolo mondiale ai punti. L'11 settembre 1964 batté Don Fullmer, futuro sfidante di Benvenuti al titolo mondiale ma il 16 ottobre dello stesso anno perse ai punti da Joey Archer, con verdetto non unanime.
Tiger rimase comunque ai vertici assoluti della categoria. Nel 1965 batté ai punti, dopo averlo messo due volte al tappeto, Rubin "Hurricane" Carter, ultimo sfidante di Giardiello per il titolo mondiale.
Nell'ottobre dello stesso anno, Tiger si riprese il titolo dei medi battendo ai punti Giardello, che lo aveva detenuto per quasi due anni. In seguito alle vittorie su Carter e Giardello, Ring Magazine nominò nuovamente Tiger miglior pugile per l'anno 1965.
Sei mesi più tardi Tiger perse il titolo ai punti contro Emile Griffith, che gli inflisse il primo KD della sua lunga carriera, atterrandolo al 9º round. Il verdetto fu unanime, con quattro riprese di vantaggio per Griffith secondo l'arbitro, una sola secondo gli altri due giudici.

### Campione del mondo dei pesi mediomassimi
Nell'incontro successivo, nel dicembre del 1966, a 37 anni compiuti, Tiger sfidò il campione mondiale dei mediomassimi José Torres e conquistò il titolo anche di quella categoria, battendo nettamente ai punti il portoricano.
Il 16 maggio 1967, concesse la rivincita a Torres, sconfiggendolo nuovamente ai punti, anche se con verdetto contrastato. Mentre uno dei due giudici aveva visto vincitore Torres per una ripresa, l'arbitro e l'altro giudice attribuirono la vittoria a Tiger, sempre per una sola ripresa.
Sei mesi più tardi, respinse l'assalto di Roger Rouse, sfidante n. 1 al titolo mondiale, vincendo per KOT alla dodicesima ripresa, dopo averlo atterrato al nono, al decimo e al dodicesimo round. L'ultima ripresa del match fu premiata come "Round of the year" per il 1967 dalla rivista specializzata Ring Magazine.
Tiger detenne la cintura mondiale fino al maggio del 1968, quando dovette cederla all'afroamericano Bob Foster, uno dei più grandi mediomassimi e picchiatori di ogni epoca. Foster, più alto di 18 centimetri e con un allungo di 201 contro i 180 del nigeriano, gli inflisse un tremendo KO al 4º round. Fu l'unico atterramento sino al conto totale subito da Tiger nella propria carriera e anche questa ripresa fu premiata come "Round of the year" per il 1968 dalla rivista specializzata Ring Magazine.

### Ultimi incontri
Quasi quarantenne, dopo la sconfitta con Foster, Tiger disputò ancora altri incontri ad altissimo livello. La sua vittoria ai punti su Frank DePaula, fu considerato il migliore match del 1968, dalla rivista Ring Magazine. Durante l'incontro, svoltosi al Madison Square Garden di New York, Tiger finì due volte al tappeto nel 2º round, ma nel 3º round inflisse a propria volta due atterramenti all'avversario.
Nel maggio 1969, al Madison Square Garden di New York, incontrò il campione del mondo in carica dei medi Nino Benvenuti in un match non valido per il titolo. Il triestino salì sul ring con soli 28 giorni di allenamento alle spalle, reduce da un film girato in Spagna a 74,400 kg di peso, contro i 75,300 dell'avversario. L'incontro fu nettamente vinto da Tiger ai punti in dieci riprese, con ampio margine (7-2, 6-4, 6-3). Benvenuti dichiarò di aver combattuto dal primo round con una frattura al metacarpo dell'indice destro - come certificato dal medico della Commissione Atletica dello Stato di New York - ma di non essersi voluto ritirare per rispetto ai 14.305 paganti.
Il nigeriano chiuse la sua carriera nel luglio del 1970 con una sconfitta ai punti in 10 round contro il grande Emile Griffith, al Madison, di cui era diventato beniamino, avendovi combattuto praticamente tutti gli incontri disputati dal 1964 fino al ritiro.
Tiger fu tre volte campione del mondo in due diverse categorie, dei medi e dei mediomassimi. Disputò complessivamente 10 match validi per il titolo assoluto, incontrando campioni come Gene Fullmer (4 volte, con 3 vittorie e un pareggio), Joey Giardello (4 volte, 2 vittorie e 2 sconfitte), Emile Griffith (2 sconfitte), José Torres (2 vittorie) e Bob Foster. Sostanzialmente, l'esperienza di Tiger nei mediomassimi si limitò agli ultimi sei incontri, in nessuno dei quali superò le 167 libbre (kg. 75,750), contro le 175 (kg. 79,380) del limite della categoria.

## Vita Extrasportiva
Nel 1958 il Regno Unito conferì a Tiger l'onorificenza di CBE, Commander of the Order of the British Empire. Appartenendo al gruppo etnico degli Igbo Tiger aderì alla ribellione del Biafra (1967-1970).
Spostata la residenza a New York, lavorò brevemente come guardiano al Metropolitan Museum of Art. Al termine di una visita medica, a cui si era sottoposto a causa di forti dolori alla schiena, gli fu diagnosticato un cancro al fegato.
Pur essendo stato messo al bando dal governo nigeriano a causa del suo coinvolgimento con il movimento del Biafra, il divieto al ritorno in patria venne immediatamente revocato quando le notizie sulle sue condizioni giunsero in Nigeria.
Morì a 42 anni, dopo nemmeno un anno e mezzo dall'abbandono del pugilato. La International Boxing Hall of Fame lo ha ammesso tra i più grandi pugili di ogni tempo. Nel 1975 e nel 2001 Ring Magazine lo ha collocato rispettivamente al 7º e al 14º posto in una propria classifica dei migliori pesi medi della storia del pugilato. Nel 2002 la medesima rivista lo ha inserito al 31º posto in una propria classifica degli 80 migliori pugili degli ultimi 80 anni.